# Charity Angya
Charity Angya (sinh ra) là Phó hiệu trưởng người Nigeria tại Đại học bang Benue.

## Đời sống
Từ thiện Angya tốt nghiệp tại Đại học Jos năm 1983. Cô lấy bằng danh dự và tiến sĩ tại Đại học Ibadan. Cô được bổ nhiệm làm Phó hiệu trưởng của Đại học bang Benue vào tháng 11 năm 2010, nơi cô đã làm việc.
Giáo sư Msugh N. Kembe tiếp quản từ Angya làm Phó hiệu trưởng vào ngày 3 tháng 11 năm 2015.